# کجری (دهانه)
کجری یک دهانه برخوردی در ماه‌ است.

## دهانه‌های اقماری
این دهانه ۱ دهانه اقماری دارد.
| Cajori | عرض جغرافیایی | طول جغرافیایی | قطر          |
| ------ | ------------- | ------------- | ------------ |
| K      | ۴۹.۱° S       | ۱۶۹.۸° E      | ۳۲.۰ کیلومتر |